# Сефашехр
Сефаше́хр, или Шефаше́хр, или Деби́д (перс. صفاشهر‎) — город на юге Ирана, в провинции Фарс. Административный центр шахрестана  Хоррембид. По данным переписи, на 2006 год население составляло 22 254 человека.

## География
Город находится в северо-восточной части Фарса, в горной местности юго-восточного Загроса, на высоте 2294 метров над уровнем моря.
Сефашехр расположен на расстоянии приблизительно 125 километров к северо-востоку от Шираза, административного центра провинции и на расстоянии 580 километров к юго-юго-востоку (SSE) от Тегерана, столицы страны.